# Objectif d'évolution de la dépense locale
L’objectif d'évolution des dépenses locales (ODEDEL) est, en France, le montant prévisionnel établi annuellement pour les dépenses des administrations publiques locales. Déterminé après consultation du comité des finances locales et objet d’un suivi annuel, c'est un outil de régulation des dépenses des collectivités territoriales. S'il n'est pas en soi contraignant, il offre un cadre à une contractualisation des dépenses locales entre le gouvernement et les collectivités.
Il a été créé par l’article 11 de la loi de programmation des finances publiques (LPFP) pour la période 2014-2019 : « Les collectivités territoriales contribuent à l’effort de redressement des finances publiques, selon des modalités à l’élaboration desquelles elles sont associées. Il est institué un objectif d’évolution de la dépense publique locale, exprimé en pourcentage d’évolution annuelle et à périmètre constant ».
Dans le cadre la LPFP 2018-2022, promulguée en janvier 2018, le gouvernement et le Parlement prévoient que les dépenses des collectivités locales se stabilisent via une augmentation contrôlée de leurs dépenses de fonctionnement (+1,2% par an) et une diminution de leurs dépenses globales (-2,2% en 2022 par rapport à 2017).